# Tjep Hoedemakers
Tjep Hoedemakers, född den 14 oktober 1999 i Geldrop, är en nederländsk landhockeyspelare.

## Karriär
Tjep Hoedemakers ingick i Nederländernas landhockeylag som tog guld vid OS 2024.